# ژان نیکوت
ژان نیکوت، سیور دو ویلمن (زاده ۱۵۳۰ در نیم، درگذشته ۱۶۰۰ در پاریس) یک نجیب‌زاده و دیپلمات فرانسوی بود. او از سال ۱۵۴۷ تا ۱۵۷۴ سفیر فرانسه در لیسبون بود. از او به عنوان پدر فرهنگ‌نویسی فرانسه یاد می‌شود. واژهٔ نیکوتین، برگرفته از نام اوست.

## زندگی
ژان نیکوت در سال ۱۵۳۰ در نیم در جنوب فرانسه متولد شد. پدرش سردفتر بود. او در تولوز و پاریس تحصیل کرد. نیکوت توانست به عنوان مهردار در دربار هانری دوم شغلی پیدا کند. او توجه شاه را به خود بسیار جلب کرد و سرانجام از سوی شاه به عنوان منشی خصوصی خود منصوب شد. در سال ۱۵۵۹، نیکوت، ۲۹ ساله، به لیسبون فرستاده شد تا ازدواج مارگارت والوآ، دختر آنری دوم، که در آن زمان تنها ۶ سال داشت را ترتیب دهد. نیکوت سال‌ها به عنوان سفیر فرانسه در لیسبون(پرتغال) در زمان آنری دوم، فرانسوا دوم و شارل نهم خدمت کرد. در این سال‌ها، نیکوت دستاوردهای قابل‌توجه مستعمرات پرتغال را مشاهده کرد و مرتباً در مورد آنها به دربار فرانسه گزارش می‌داد.
دوستی او با دانشمند و گیاه‌شناس پرتغالی آن زمان، دامیان دو گویژ، که خود گیاهان متعددی را از مستعمرات مختلف پرورش می‌داد باعث شد توجه نیکوت به نیل و تنباکو جلب شود. وقتی نیکوت به فرانسه بازگشت، گیاه تنباکو را با خود به فرانسه آورد. نیکوت که سالها خواص دارویی تنباکو را در لیسبون مطالعه کرده‌بود، آن را به عنوان دارو به دربار فرانسه معرفی کرد که این کار سرانجام منجر به گسترش اولیه تنباکو در فرانسه شد. او با اعتقاد بر این که تخم کلمب را از نظر پزشکی کشف کرده است، به شخصیت‌های متعددی در دربار فرانسه که از بیماری‌های مختلفی رنج می‌بردند، نامه نوشت و از «گیاه معجزه‌گر» تازه کشف ‌شده گزارش داد. یکی از اولین نامه ها به تاریخ ۲۶ آوریل ۱۵۶۰ به کاردینال لوئیس دو لورن است که نیکوت در آن نامه با شور و شوق فراوان اثرات تنباکو را بر دردهای صعب العلاج را توصیف می کند. در سال ۱۵۶۱ اولین دانه‌های تنباکو به دربار ملکه کاترین دو مدیچی رسید، با توصیفات تقریباً افسانه‌ای از اثرات شفابخش برگ‌های تنباکو. ملکه کاترین که خود از میگرن شدید رنج می‌برد و با جادوگران، کیمیاگران و اخترشناسان تماس بسیار داشت، شیفتهٔ خواص درمانی جادویی تنباکو شد و شروع به استفاده از آن و استعمال تنباکو کرد. در آن زمان، او را مخترع انفیه می‌دانستند، به‌همین دلیل است که مدت‌ها آن را «پودر د لا رینه» – پودر ملکه – می‌نامیدند.
ژاک دالشان، گیاه‌شناس فرانسوی در سال ۱۵۸۶ نام هربا نیکوتیانا را به این گیاه داد که نام عمومی سرده نیکوتیانا از آن نشأت گرفت. در سال ۱۸۲۸، دو شیمی‌دان آلمانی به نامهای کارل لودویگ ریمان و کریستین ویلهلم پوسلت در هایدلبرگ برای اولین بار آلکالوئید فعال در گیاه تنباکو را جدا کردند و به‌افتخار ژان نیکوت، آن را نیکوتین نامیدند. 
نیکوت به‌پاس خدماتش به دربار سلطنتی فرانسه، لقب «دو ویلمن» گرفت و مقداری زمین در بری-کنت-روبرت در ناحیه ایل-دو-فرانس به او داده شد. او در آنجا یکی از اولین لغت‌نامه‌های فرانسوی به نام "Thresor de la langue françoyse tant ancienne que moderne" گردآوری کرد. به دلیل این دایرة المعارف که پس از مرگش در سال ۱۶۰۶ منتشر شد، نیکوت به عنوان بنیانگذار فرهنگ نویسی علمی در فرانسه به شمار می‌رود.